# Misty Nunatak
Der Misty Nunatak (englisch; polnisch Zamglony Nunatak ‚Vernebelter Nunatak‘) ist ein steil aufragender und zumeist nebelverhangener Nunatak auf King George Island im Archipel der Südlichen Shetlandinseln. Er ragt westlich des Admiralen Peak am Ufer der Admiralty Bay auf.
Polnische Wissenschaftler benannten ihn 1980 deskriptiv.